# Lanzarote
Lanzarote je vulkanický ostrov, nejsevernější z větších Kanárských ostrovů, španělského souostroví v Atlantském oceánu. Souostroví, které se nachází nedaleko severozápadních břehů afrického kontinentu, je jako španělké území součástí Evropské unie. Hlavním městem ostrova je Arrecife.

## Příroda
Většinu ostrova pokrývá poušť charakteristické červenohnědé barvy, tvořená lávovými vyvřelinami. Ztuhlé lávy je prý na ostrově tolik, že by si jí každý člověk na Zemi mohl odvézt 50 kg.[zdroj⁠?!] Díky své barvě bývá krajina připodobňována k povrchu Marsu.[zdroj⁠?!] Rostou zde pouze drobné rostliny (sukulenty, lišejníky), mnohdy endemické. Kromě nedostatku vláhy brání intenzivnějšímu zemědělskému využití také celoročně silný vítr a ochrana velké části ostrova jako přírodní rezervace.

## Historie
Z Kanárských ostrovů bylo Lanzarote nejspíše obydleno jako první, toto tvrzení podporuje samotná zeměpisná poloha ostrova. Roku 1100 př. n. l. se zde usídlili Féničané. První zmínky o ostrově přináší ve svém díle Historia naturalis římský válečník a filosof Plinius starší.

## Turistika
Nosným pilířem místní ekonomiky jsou příjmy z cestovního ruchu. Kromě rekreačních středisek (Playa Blanca, Arrecife, Puerto del Carmen) je zde možné navštívit několik turisticky zajímavých míst. Na ostrově měl svůj bungalov československý písničkář Karel Kryl.[zdroj?]

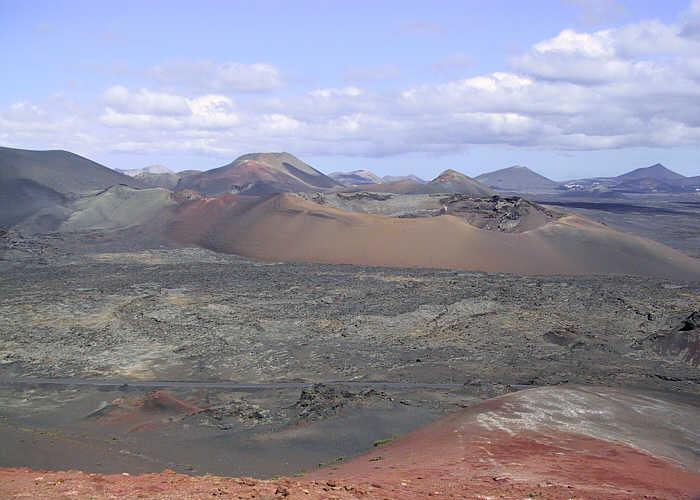
Vyhlídkový okruh po Timanfaye

### Národní park Timanfaya
Mezi lety 1730 a 1824 série sopečných erupcí změnila charakter celého ostrova. Nejvíce se podepsala na jeho jihozápadě, kde se nyní nachází rozsáhlé pohoří zvané Montañas del Fuego. To je součástí Národního parku Timanfaya, který je doslova otevřenou učebnicí vulkanologie.
Pod ostrovem stále dýmá činný vulkán, jehož přítomnost je předváděna turistům v podobě horkého písku těsně pod povrchem, vznícením suchého křoví vhozeného do jámy či gejzírem horké vody, vlité do úzkého otvoru v zemi. Teplo sopky je v restauraci, umístěné na jedné z hor, využíváno také k přípravě „stylových“ pokrmů.

### Jameos del Agua
Opravdu velikou zajímavostí je Jameos del Agua, místo, kde žijí slepí krabi, kteří normálně pobývají v hloubkách několika kilometrů. Jameos del Agua obsahuje několik jeskyní vulkanického původu (vzniklých lávou tekoucí ze sopky do Atlantského oceánu), v jedné je mořská voda a slepí krabi, jiná je zase využívána jako koncertní místnost (vystupoval tady také Karel Gott) a další jako posezení či restaurace. (viz odkaz dole - v angličtině)

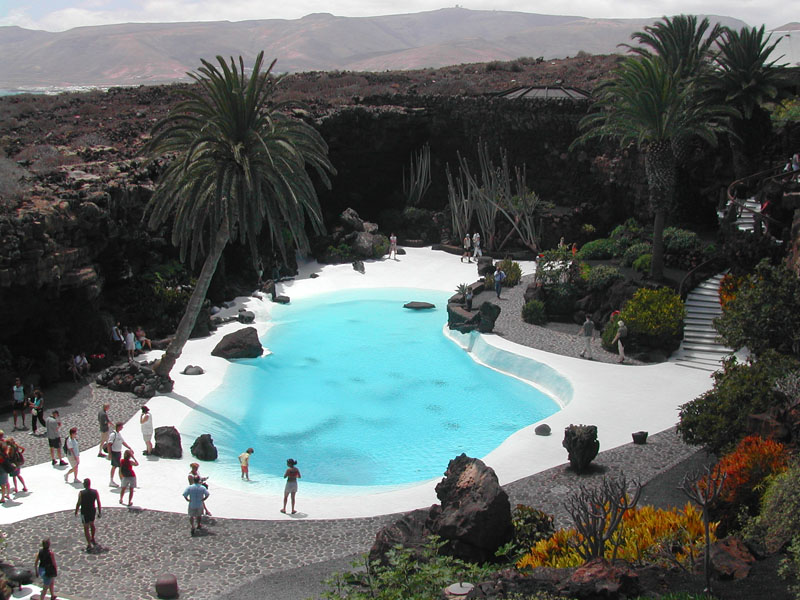
César Manrique: Jameos del Agua

### César Manrique
César Manrique byl umělec, který ovlivnil tvář celého ostrova. Jeho architektonická díla zapadají do krajiny a dotvářejí ji. Zasadil se o mnoho stavebních omezení, díky nimž si Lanzarote stále zachovává svou malebnou atmosféru.

### Pláže
Nejkrásnější pláže ostrova se nacházejí na jeho jižním konci. Zbytek ostrova je buď lemován lávovými útesy nebo je koupání nedoporučeno kvůli nebezpečným spodním proudům. Pláže jsou povětšinou písečné, slavné jsou lanzarotské příjemné černé a bílé písky. Zalidněnost pláží se výrazně liší podle jejich dostupnosti.

## Galerie

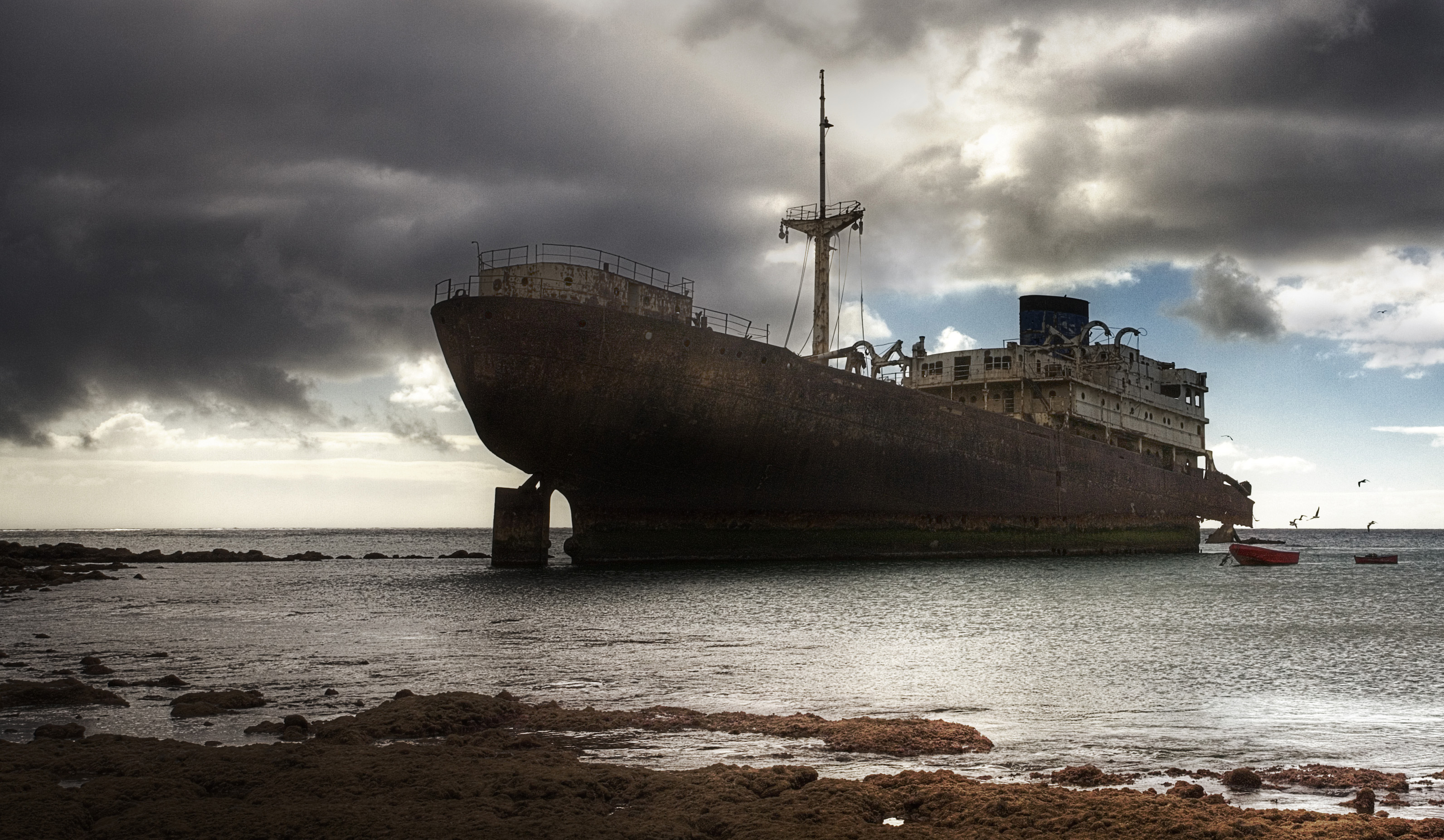
Arrecife
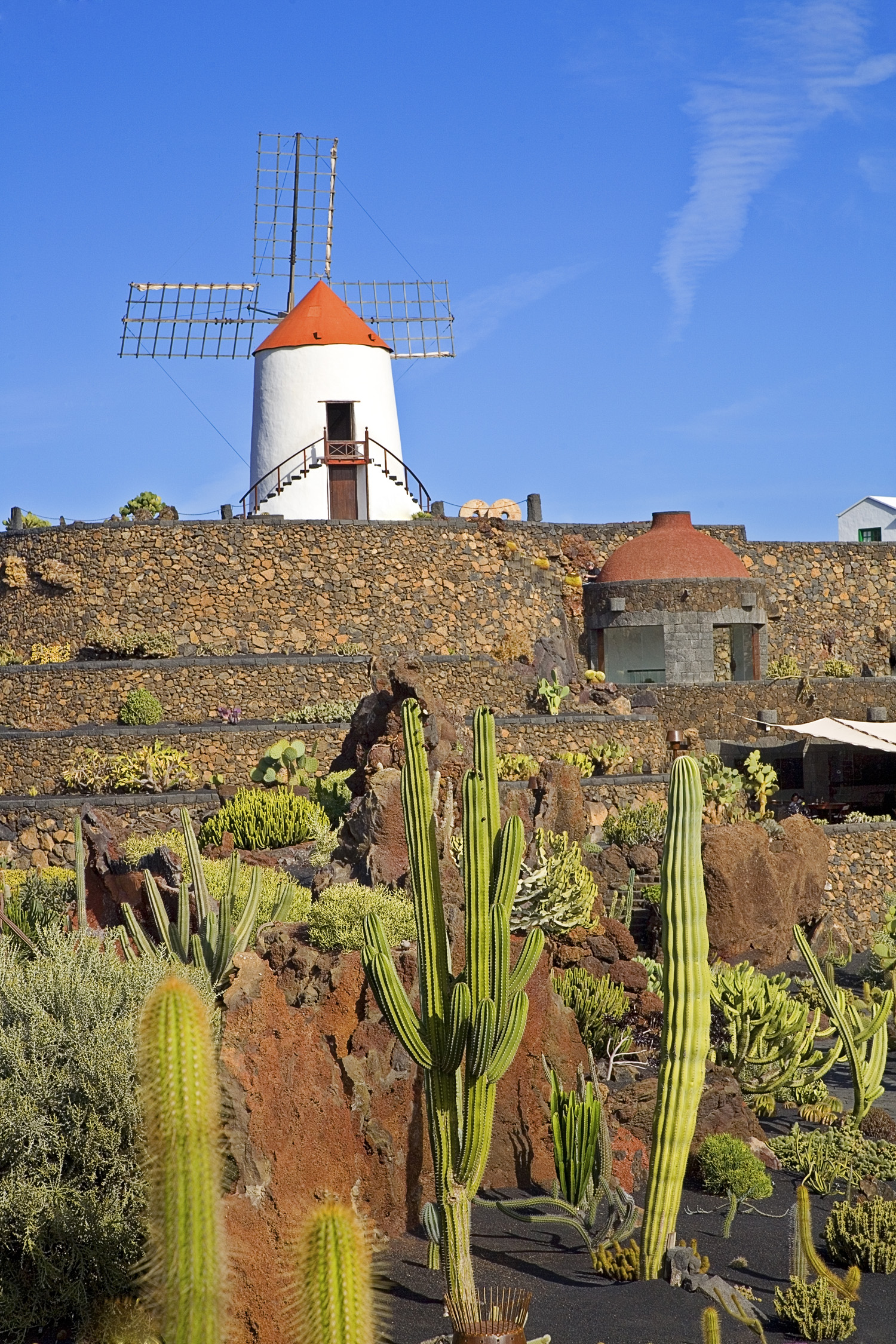
Jardín de Cactus
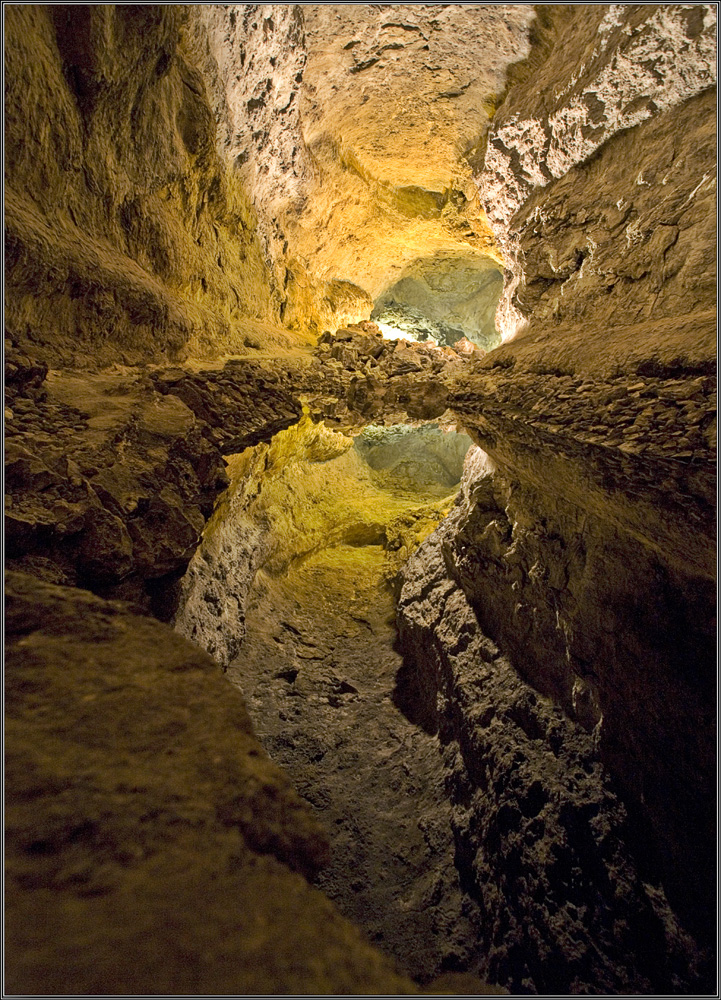
Cueva de los Verdes
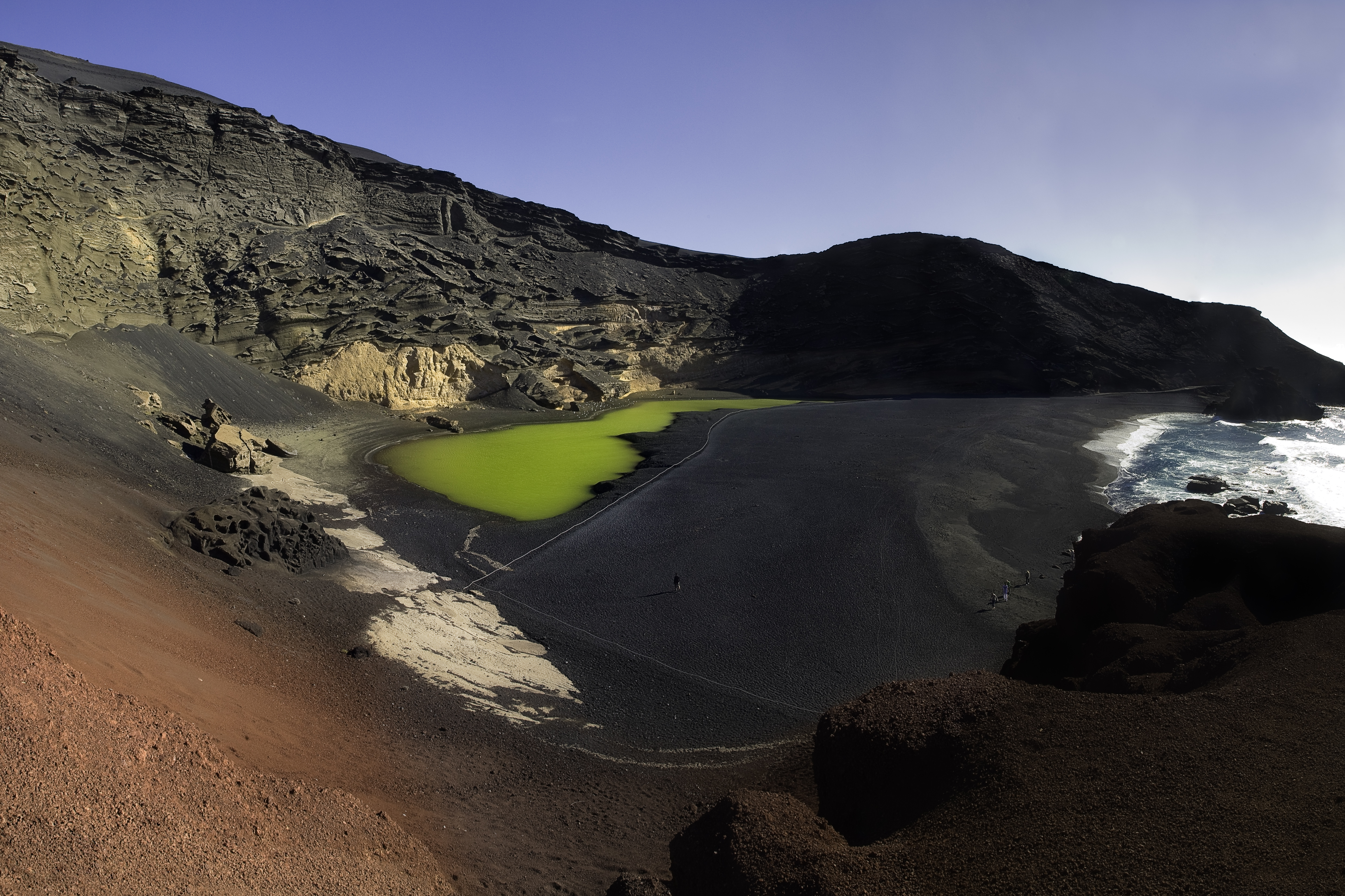
El Golfo
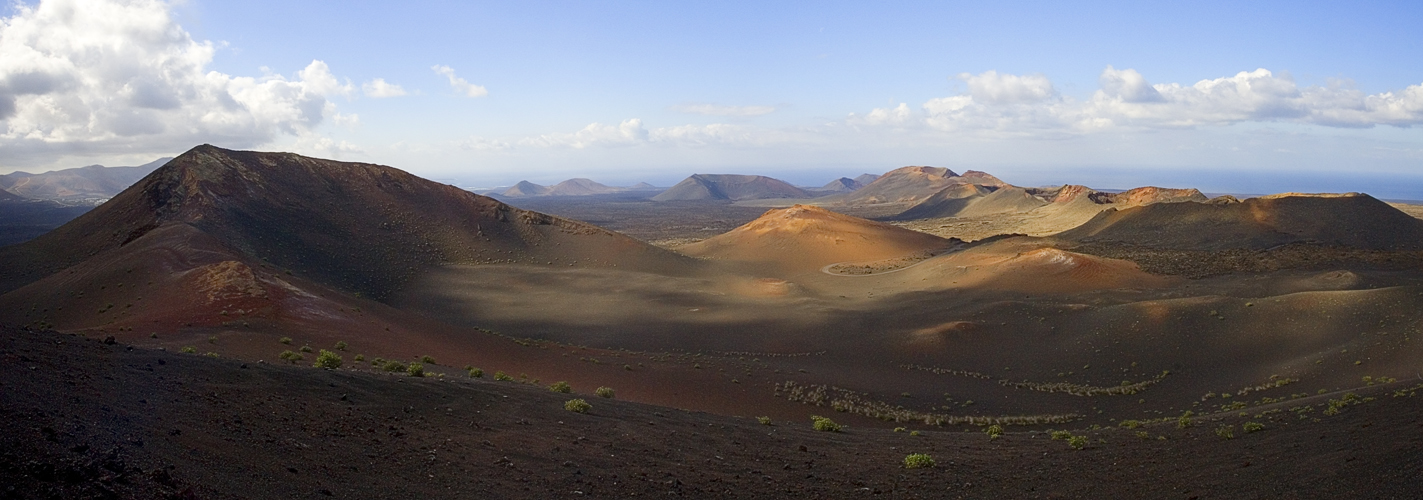
Národní park Timanfaya
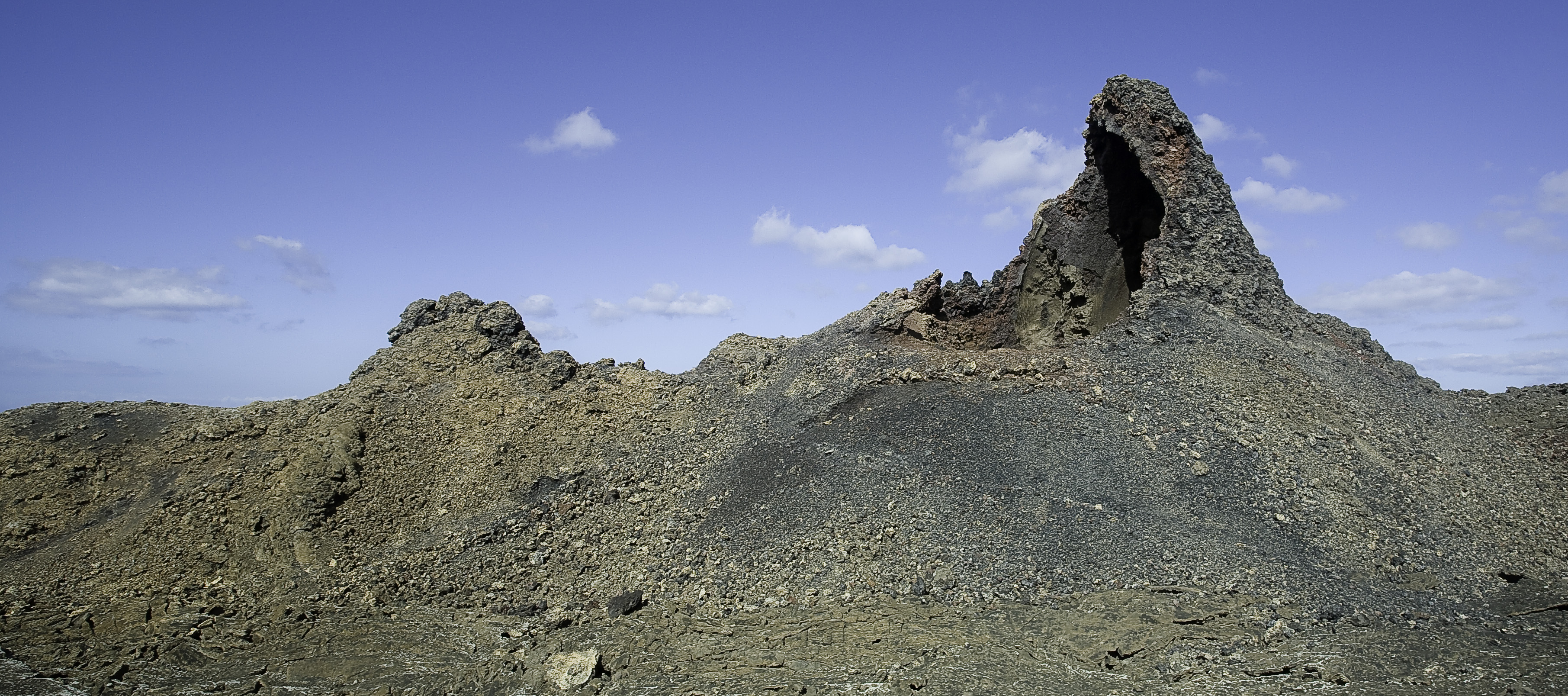
Národní park Timanfaya
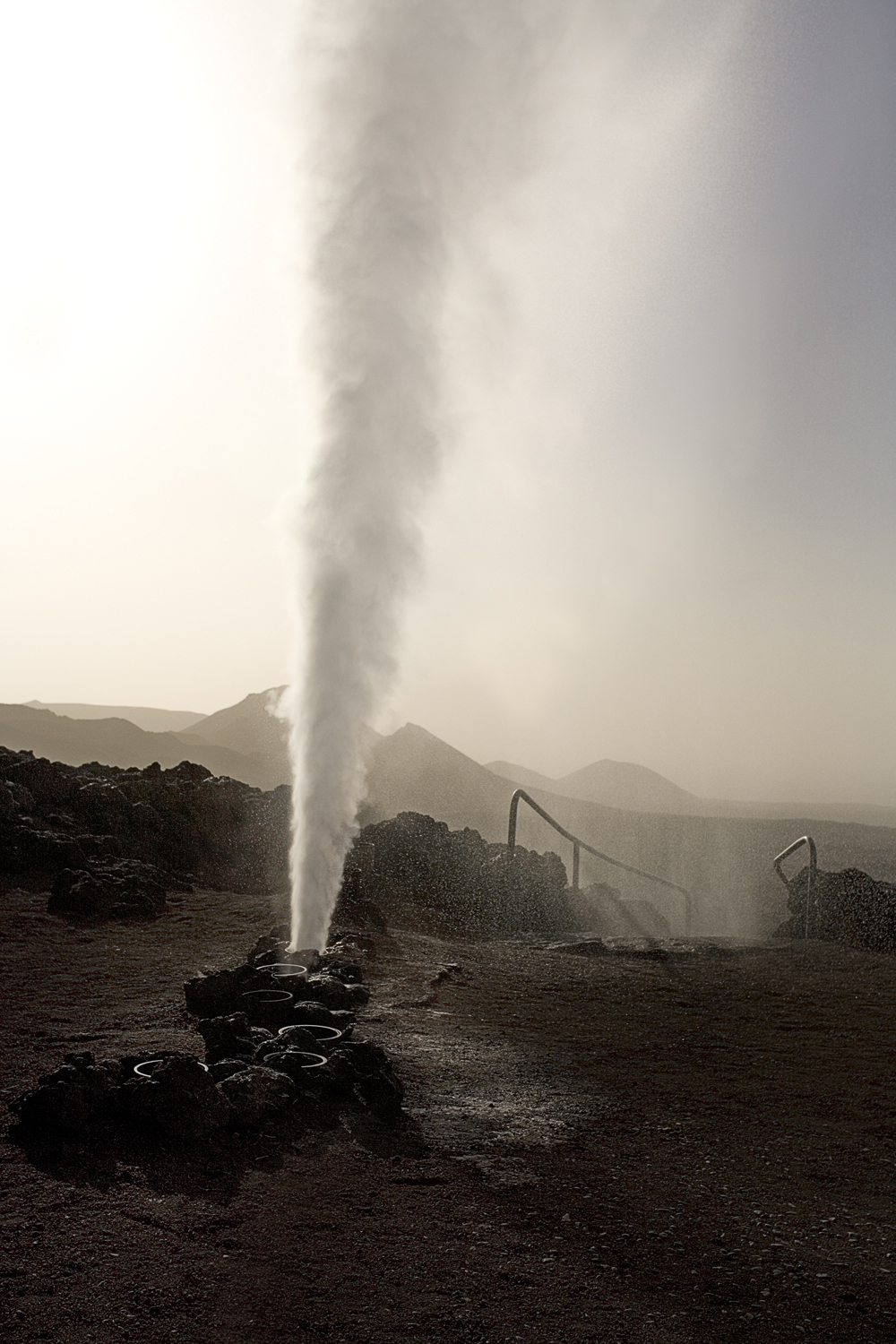
Národní park Timanfaya
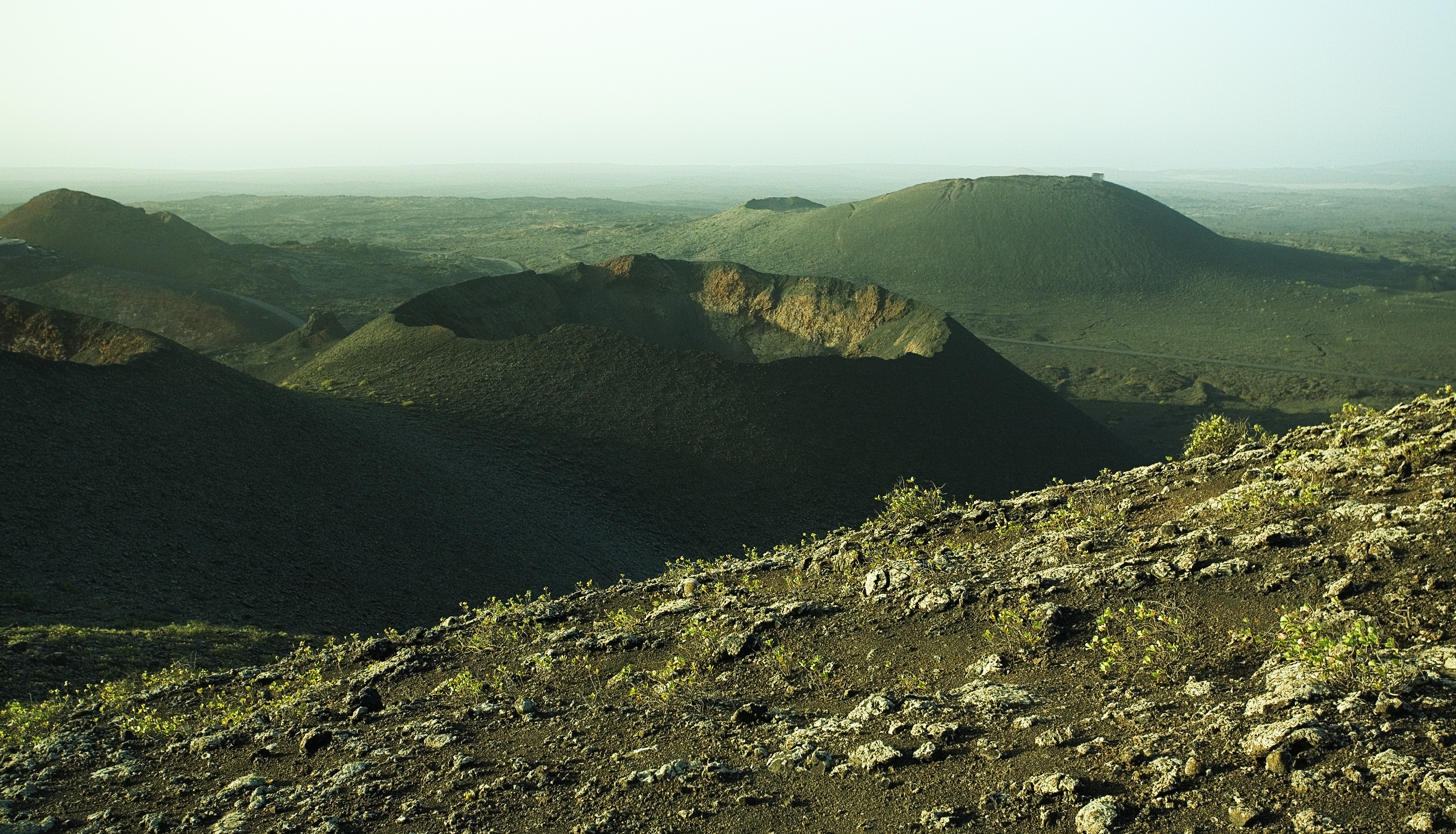
Národní park Timanfaya
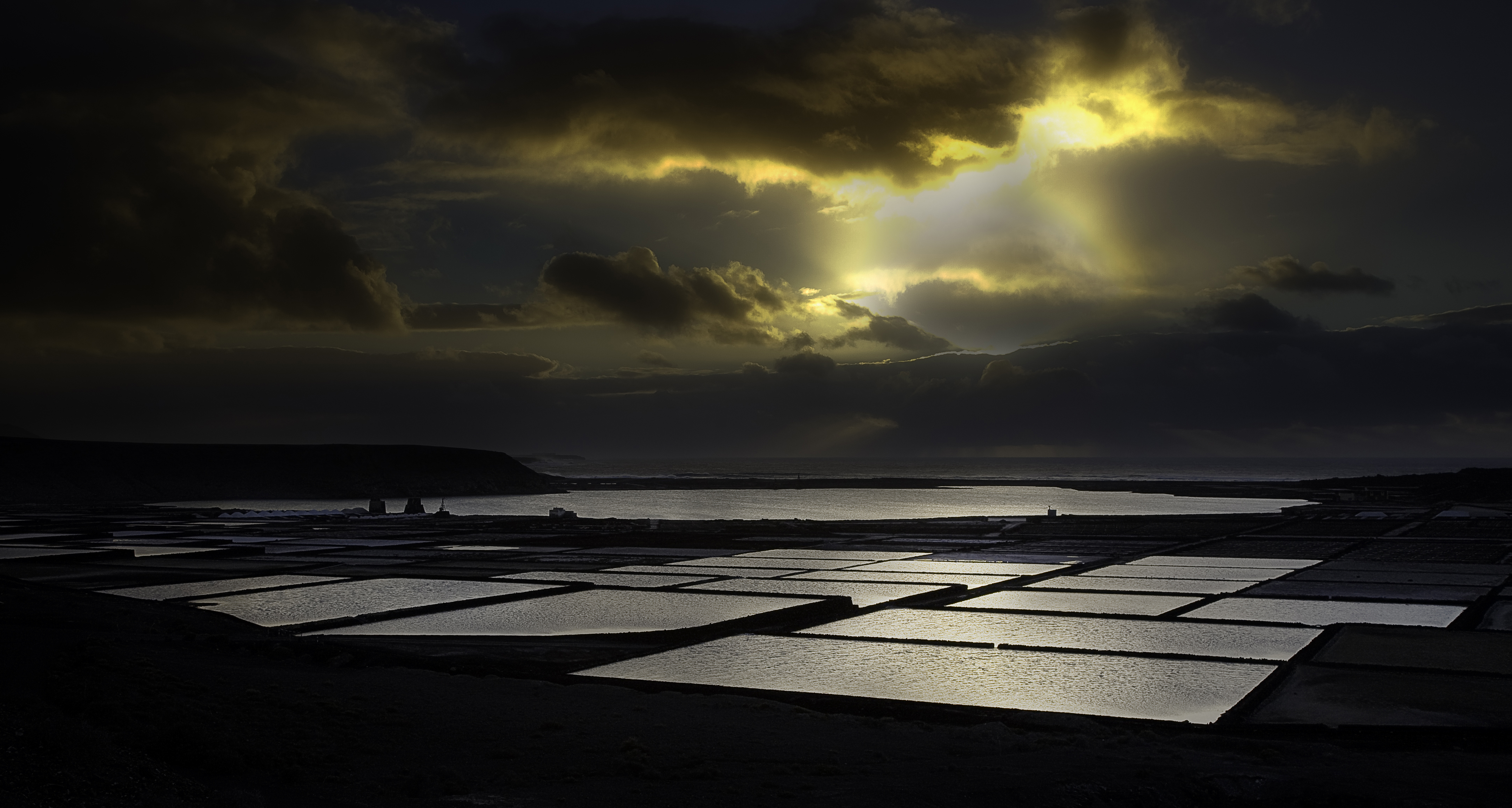
Salinas del Janubio
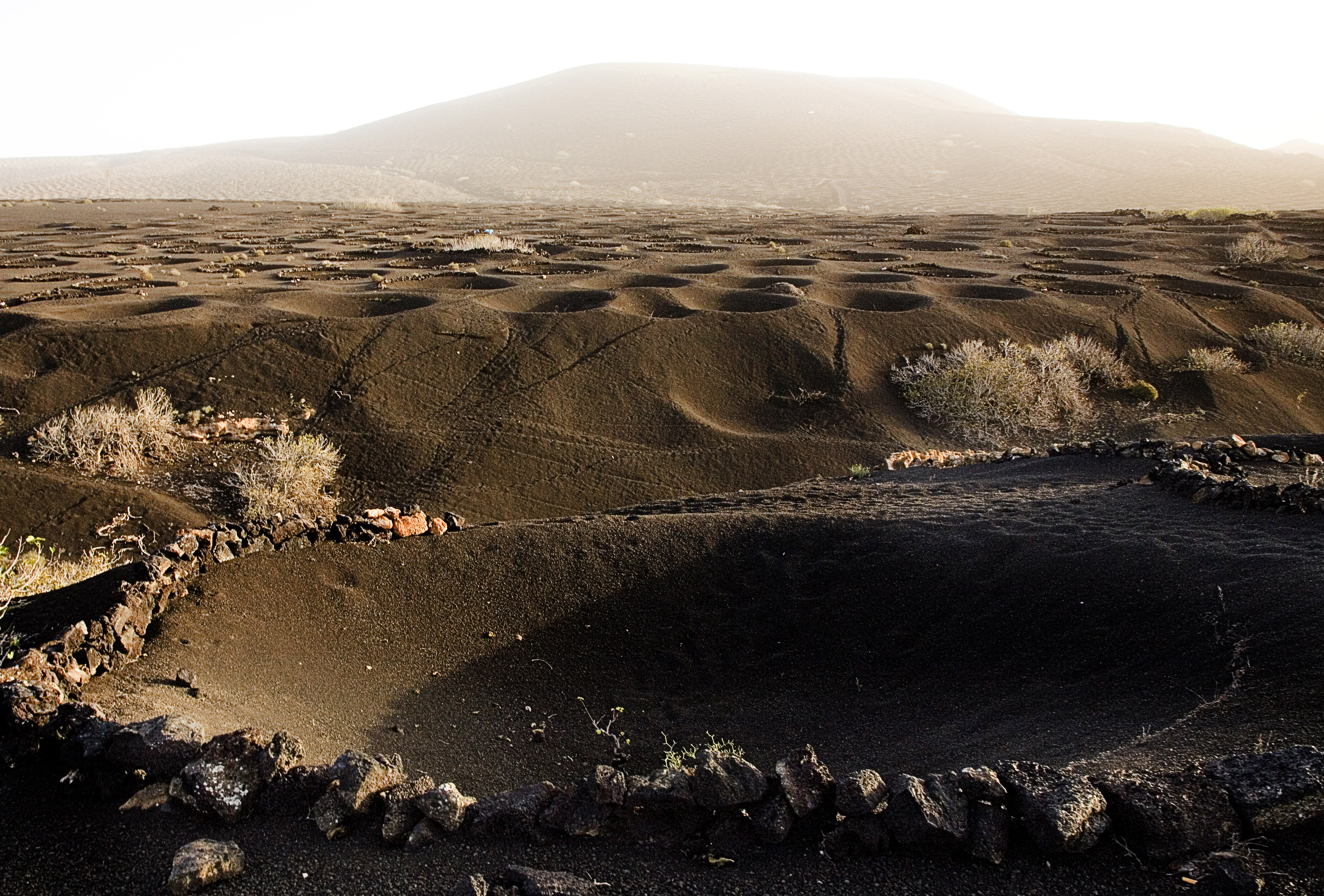
La Geria
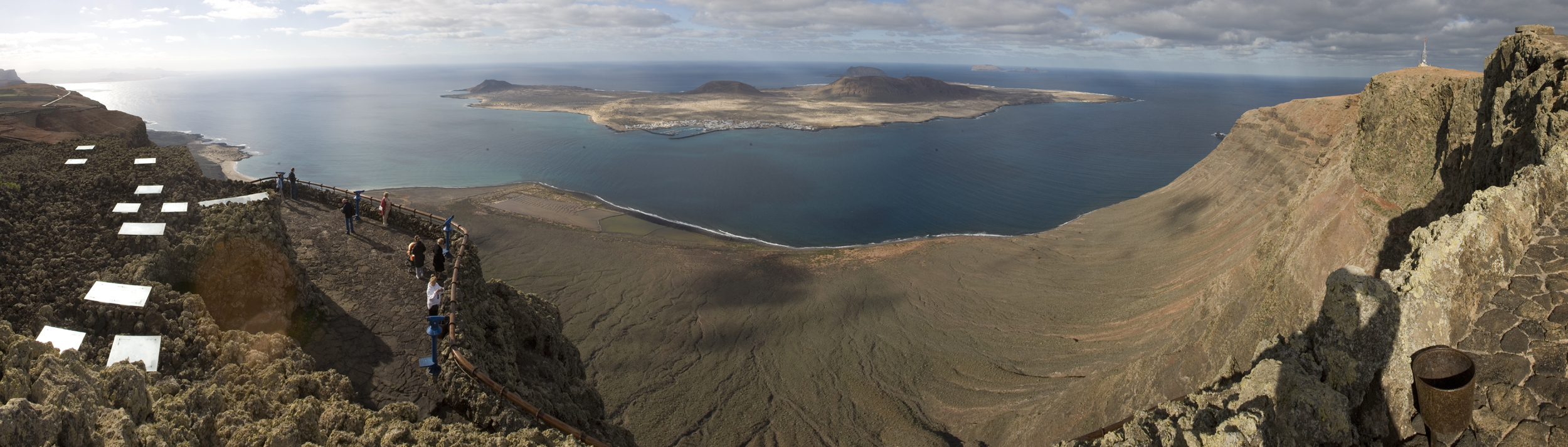
La Graciosa / Mirador Del Rio
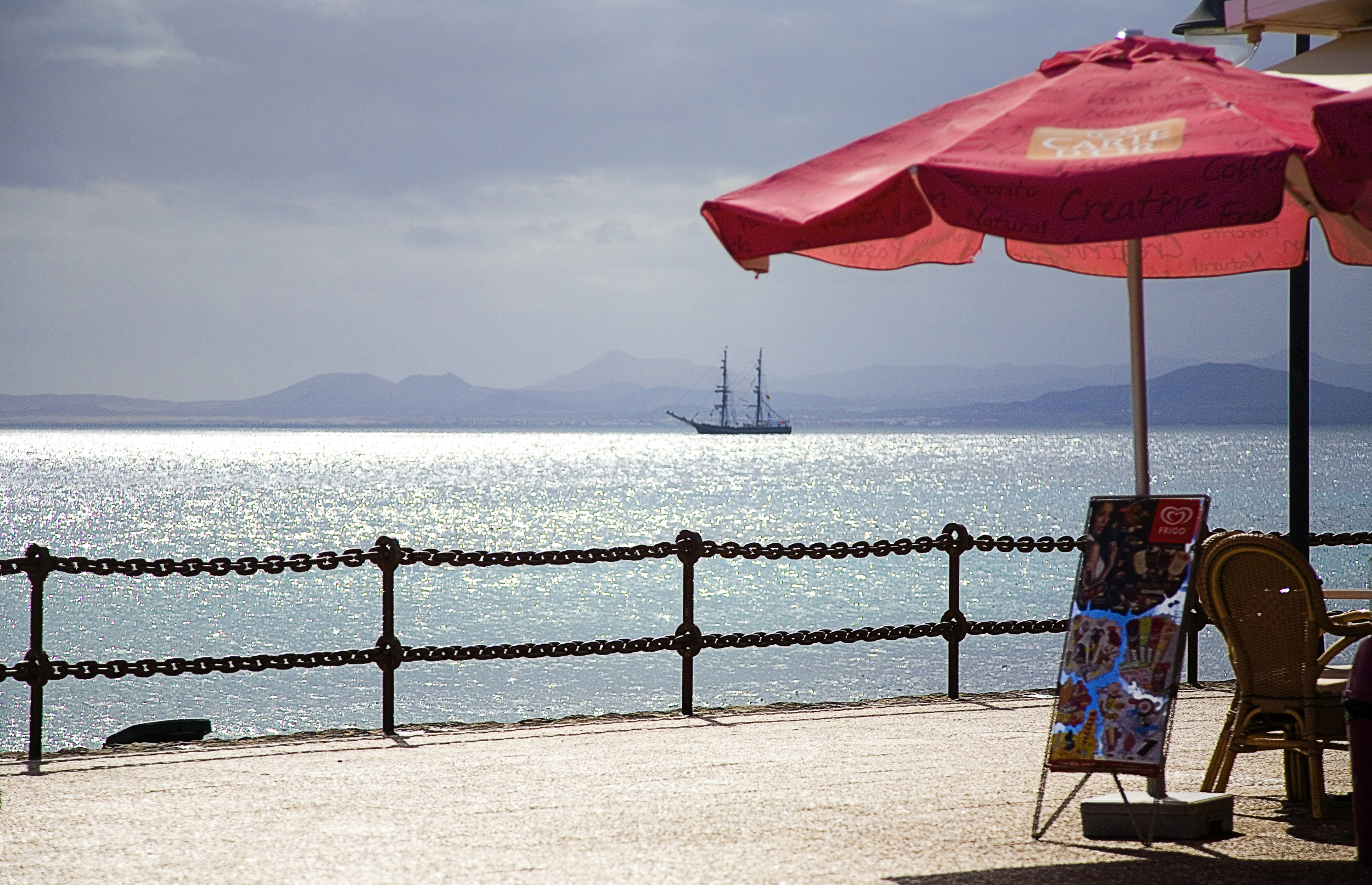
Playa Blanca
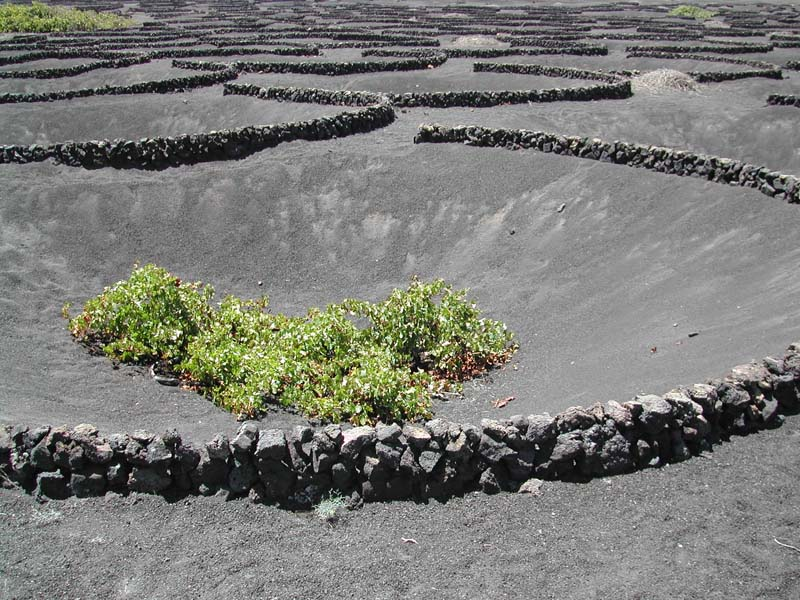
Vinařství na ostrově Lanzarote